# Suna (Russia)
Suna è una cittadina della Russia europea centro-settentrionale, situata nella oblast' di Kirov; appartiene amministrativamente al rajon Sunskij, del quale è il capoluogo.